# Antoine Maximilien de Belleforière de Soyécourt

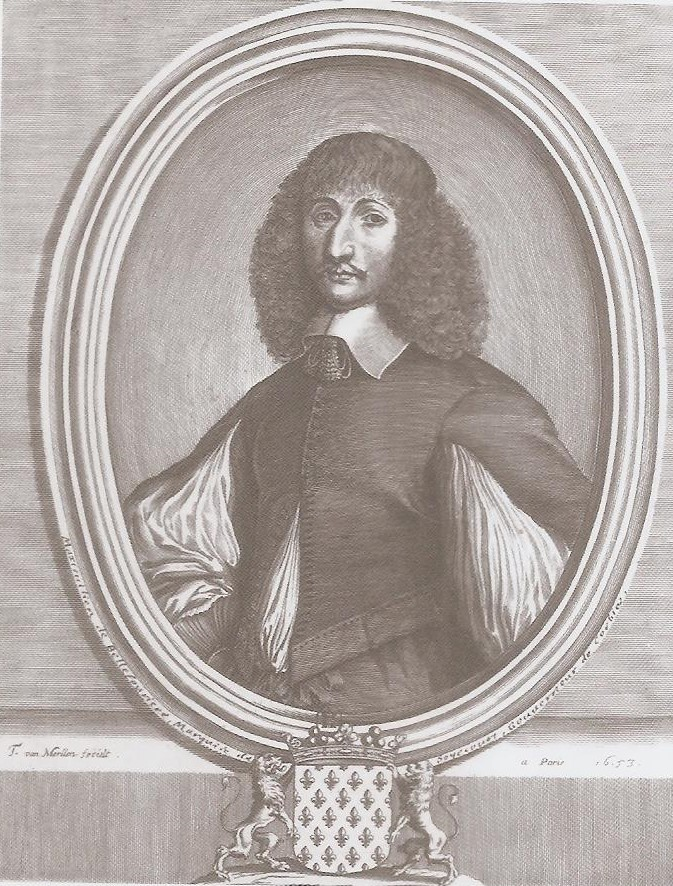
Maximilien de Belleforière von Jonas van Merlen (1653)

Antoine Maximilien de Belleforière de Soyécourt (* 1591; † 22. März 1649 in Paris, Quartier Saint-Germain-des-Prés) war ein französischer Militär und Aristokrat aus der Picardie des 17. Jahrhunderts. Er war Maréchal de camp und 1636 Gouverneur der Grenzfestung Corbie. Über seine Mutter erbte er den Titel eines Marquis de Soyécourt und auch die dazugehörenden Ländereien.

## Leben
Antoine Maximilien de Belleforière war der Sohn von Ponthus de Belleforière, Gouverneur von Corbie, Seigneur d’Itres, Chevalier des Ordre de Saint-Michel, und der Françoise de Soyécourt, Erbin der Herrschaft Soyécourt und 26 weiterer Herrschaften, darunter die von Tilloloy.
Im Jahre 1626 erhielt er das Lehen von Grandes Tournelles in Montdidier und das von Roye sowie die Lehnsherrschaften von Guerbigny und Saint-Mard.
1618 heiratete er Judith de Mesme. Das Paar hatte drei Kinder, darunter den Maréchal de camp Charles Maximilien de Belleforière de Soyécourt.

### Militärkarriere
Im Jahre 1616 wurde er durch die Regentin Maria de’ Medici autorisiert, ein Infanterieregiment mit seinem Namen zur Unterdrückung der Revolte von Henri II. de Bourbon, prince de Condé, aufzustellen. 1617 war er mit seinem Regiment an der Belagerung von Soissons beteiligt. 1620 zum Staatsrat ernannt, unterstützte er den jungen König Louis XIII in der Schlacht bei Ponts-de-Cé (bei Angers) gegen dessen Mutter. 1621 und 1622 nahm er am Feldzug im Languedoc teil und diente unter dem Befehl von Louis de Marillac in Lothringen. 1627 und 1629 war er in der Picardie eingesetzt. 1630 erfolgte die Beförderung zum Maréchal de camp. Er kämpfte 1631 in der Provence und war an der Belagerung von Brégançon und Saint-Tropez beteiligt.
Im November 1634 wurde er Lieutenant du roi im Gouvernement der Picardie und Gouverneur von Corbie, so wie sein Vater.

### Der Verlust von Corbie
Dem Gouverneur de Belleforière stand in Corbie eine Garnison von 1.600 Mann zur Verteidigung der befestigten Stadt zur Verfügung. Ihm gegenüber waren 30.000 Spanier unter dem Kommando von Johann von Werth aufmarschiert. Belleforière zog es nach sechs Tagen vor, zu kapitulieren und so die Stadt vor einer Plünderung zu bewahren. Am 15. August erfolgte die Kapitulation. Die Belagerten konnten Leib und Leben und ihre Utensilien behalten. Der Auszug (nach Amiens) erfolgte mit allen Waffen, Fahnen und der großen Bagage. Belleforière wurde anschließend von Richelieu des Verrats beschuldigt. Daraufhin trat unter dem persönlichen Vorsitz von König Louis XIII am 25. Oktober in Amiens ein Kriegsgericht zusammen, das de Belleforière zum Tode durch Vierteilung verurteilte. Dieser hatte sich jedoch inzwischen nach England in Sicherheit gebracht. Aus diesem Grunde wurde er in Abwesenheit am 29. Oktober 1636 in Amiens symbolisch auf dem Scheiterhaufen hingerichtet. Er verlor seinen militärischen Rang und seine Adelstitel. Seine Besitzungen wurden konfisziert, die ihm gehörenden Hochwälder wurden gefällt, und sein Schloss in Tilloloy wurde zerstört.

### Die Rehabilitation
Nach dem Tod von Richelieu wurde Belleforière durch eine Entscheidung des Parlaments in Paris am 13. September rehabilitiert und erhielt alle seine Titel und seinen Rang zurück. Der König leistete Schadensersatz zum Wiederaufbau des Schlosses Tilloloy. Zurück in Frankreich, legte er jedoch alle seine Ämter nieder und zog sich in das Dominikanerkonvent Saint-Germain-des-Prés zurück, wo er am 22. März 1649 verstarb.
→ siehe auch: Belagerung von Corbie